# 托马斯·埃贝森

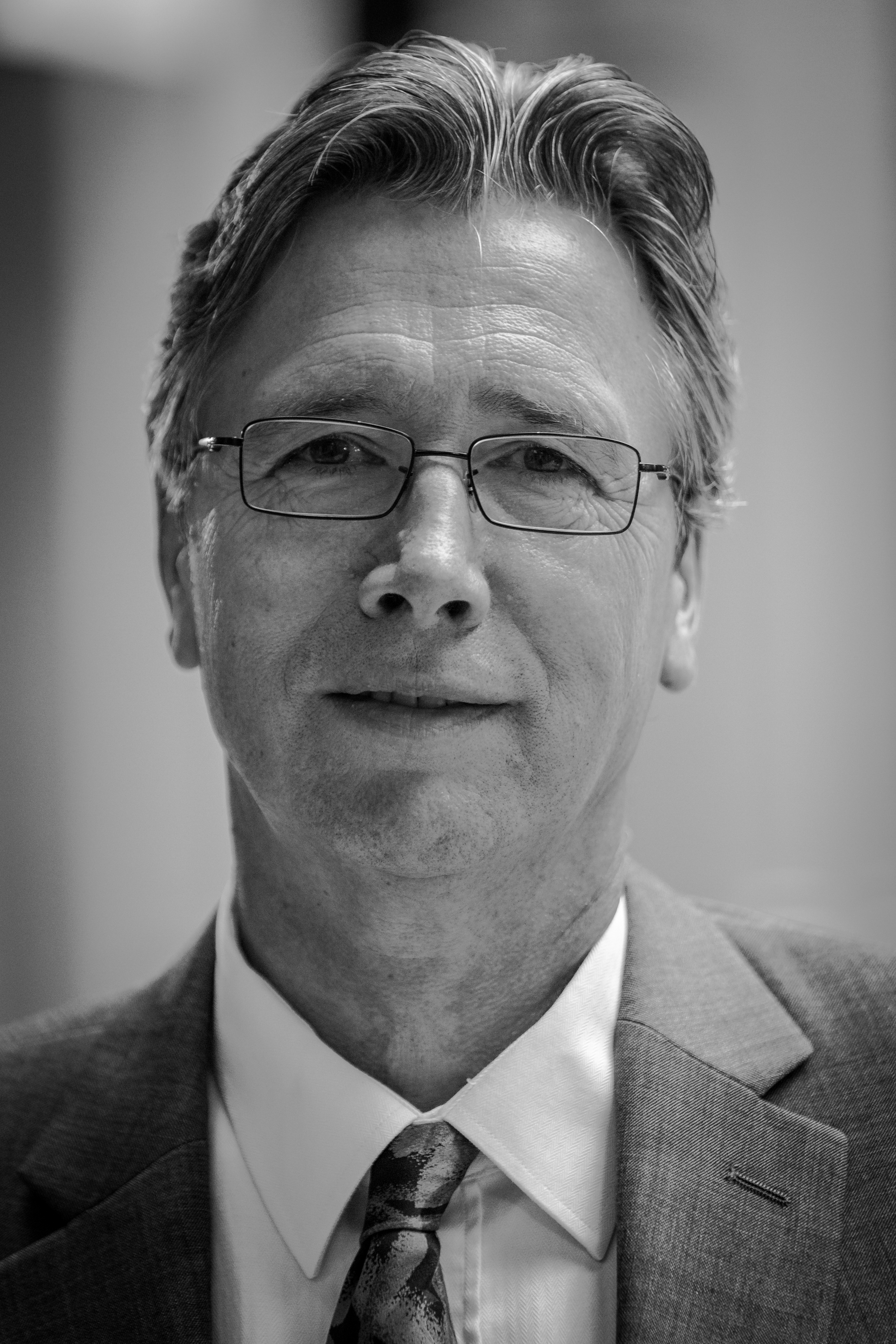
编辑“托马斯·埃贝森, 2014.

托马斯·埃贝森（挪威語：Thomas Ebbesen，1954年1月30日—），出生于奥斯陆，挪威物理化学家，斯特拉斯堡大学教授。在日本电气工作时，埃贝森发现了一个新的重要的光学现象。他发现，有可能在一定条件下通过不透明的金属薄膜磨出的亚波长孔极为有效地传送光，这违背了当时公认的理论。这种现象被称为非常规光传输，与表面等离子体有关。这种现象在从化学到光电子的广阔领域都有应用。埃贝森已获得多个奖项，包括2005年法国科学院颁发的法国电信奖以及2009年欧洲物理学会颁发的量子电学和光学奖。